# نبت
نبت هي قاضية ووزيرة من الأسرة السادسة. كانت واحدة من ضمن النساء الموظفات اللاتي احتللن مناصب عليا في الدولة المصرية القديمة.

## عنها
نبت هي حماة الملك تيتي ذو الشهرة والسيط في تاريخ الفراعنة. فله مدون على جداره واحدة من أقدم النصوص الفرعونية وهي متون الأهرام التي تدور حول فكرتين الحياة في العالم الآخر و خلق الكون. يعود تاريخ أول قاضية في العالم لأكثر من 7 آلاف عام. كانت من الأسرة السادسه وهي أيضًا جدة الملك بيبي الثاني أحد ملوك هذه الأسرة، حيث عثر لها على لوحة في أبيدوس، وردت عليها ألقابها فهي القاضية ساب، وهي الوزيرة ثاتي وهي الأميرة الوراثية.
جاء عمل نبت كقاضية تحقيقا لأسطورة الآلهة ماعت التي تعني ربة العدالة تتمثل بسيدة تعلو رأسها ريشة الماعت رمز العدالة وينسب لها التحكم في فصول السنة وحركة النجوم وكان اسمها يعني بالهيروغليفية الربة .